# Orange Crush
"Orange Crush" é uma música da banda americana de rock alternativo R.E.M. Foi lançada como o primeiro single do sexto álbum de estúdio da banda, Green, em 1988. Não foi lançada comercialmente nos Estados Unidos, apesar de ter alcançado o número um como single promocional tanto no Mainstream Rock quanto em Modern Rock Tracks (onde, na época, tinha o recorde de permanência mais longa no número um com oito semanas, batendo o U2). Ele alcançou o número 28 na parada britânica de singles, tornando-se o maior sucesso da banda na Grã-Bretanha, onde eles promoveram a música fazendo sua estreia em Top of the Pops.
O vídeo da música, dirigido por Matt Mahurin, fez a banda ganhar seu primeiro VMA, na categoria Best Post-Modern Video (Melhor Vídeo Pós-Moderno). "Orange Crush" também foi a primeira música a vencer na categoria.
A música também faz parta do álbum coletânea In Time: The Best of R.E.M. 1988-2003, lançado pela Warner Bros. Records em 2003, e uma versão ao vivo aparece no R.E.M. Live, gravado em Dublin em 2005.
O título da música é uma referência ao agente químico chamado de Agent Orange (agente laranja) fabricado pela Monsanto Corporation e Dow Chemical para o Departamento de Defesa dos EUA e usado na Guerra do Vietnã.